# Quartier Gaillon
Quartier Gaillon är Paris 5:e administrativa distrikt, beläget i andra arrondissementet. Distriktet är uppkallat efter guldsmeden Euverte Le Gaillon.
Andra arrondissementet består även av distrikten Vivienne, Mail och Bonne-Nouvelle.

## Omgivningar
- Théâtre de la Michodière
- Rue de la Paix
- Avenue de l'Opéra
- Fontaine Gaillon
- Passage Choiseul

## Bilder
| - De fyra administrativa distrikten i Paris andra arrondissement. - Fontaine Gaillon. |

## Kommunikationer
- Tunnelbana – linjerna    – Opéra